# Spodoptera

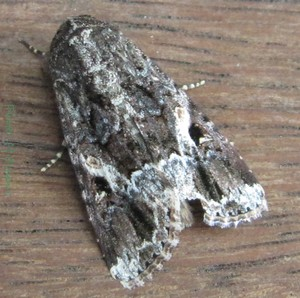
Spodoptera mauritia.

Spodoptera es un género lepidópteros ditrisios de la familia Noctuidae. Muchas de sus especies son plagas en diversos cultivos, como por ejemplo Spodoptera frugiperda, que ataca principalmente al maíz (Zea mays) y al algodón (Gossypium), entre otros.

## Especies
- Spodoptera abyssinia Guenée, 1852
- Spodoptera albulum (Walker, 1857)
- Spodoptera androgea (Stoll, [1782])
- Spodoptera angulata (Gaede, 1935)
- Spodoptera apertura (Walker, 1865)
- Spodoptera cilium Guenée, 1852
- Spodoptera compta (Walker, 1869)
- Spodoptera connexa (Wileman, 1914)
- Spodoptera depravata (Butler, 1879)
- Spodoptera dolichos (Fabricius, 1794)
- Spodoptera eridania (Stoll, 1782)
- Spodoptera evanida Schaus, 1914
- Spodoptera excelsa Rougeot & Laporte, 1983
- Spodoptera exempta(Walker, [1857])
- Spodoptera exigua (Hübner, [1808])
- Spodoptera fasciculata (Berio, 1973)
- Spodoptera frugiperda (Smith, 1797)– Cogollero del maíz
- Spodoptera hipparis (Druce, 1889)
- Spodoptera latifascia (Walker, 1856)
- Spodoptera littoralis (Boisduval, 1833)
- Spodoptera litura (Fabricius, 1775)
- Spodoptera malagasy Viette, 1967
- Spodoptera marima (Schaus, 1904)
- Spodoptera mauritia (Boisduval, 1833)
- Spodoptera ochrea (Hampson, 1909)
- Spodoptera ornithogalli(Guenée, 1852)
- Spodoptera pecten Guenée, 1852
- Spodoptera pectinicornis(Hampson, 1895)
- Spodoptera peruviana (Walker, 1865)
- Spodoptera picta (Guérin-Méneville, [1838])
- Spodoptera praefica (Grote, 1875)
- Spodoptera pulchella (Herrich-Schäffer, 1868)
- Spodoptera roseae (Schaus, 1923)
- Spodoptera semiluna (Hampson, 1909)
- Spodoptera teferii Laporte, 194
- Spodoptera triturata (Walker, [1857])
- Spodoptera umbraculata (Walker, 1858)